# 2021년 한미정상회담
2021년 한미정상회담은 2021년 5월 21일 워싱턴 D.C. 백악관에서 열린 대한민국의 문재인 대통령과 미국의 조 바이든 대통령간의 한미정상회담이다.

## 내용
양측은 회담을 갖고, 다음 내용 등을 담은 공동성명문을 발표하였다.
- 한미상호방위조약에 따른 양국 동맹을 확인하고, 전시 작전권 전환에 대하여 재확인하였다.
- 1979년 설정된, 미사일의 중량과 사거리를 제한하는 한미 미사일 지침의 완전한 해제에 합의하였으며, 한반도의 완전한 비핵화 필요성을 확인하였다.[1][2][3]

- 2017년 판문점 선언(4·27선언)과 2018년 북미정상회담에 기초한 대 조선민주주의인민공화국 외교 노선과 인권 개선 및 인도적 지원 협력을 확인하였다.[4]
- 양국간 투자를 확대·촉진하고, 차세대 기술을 주도하고 발전시키기로 약속하였다.[5]
- 코로나19 범유행에 대해, 백신 생산 능력 확대와 대응 역량 강화를 위한 협력을 하기로 하였다.
- 미군과 관련된 55만 한국군의 완전 접종을 위해 백신을 제공하겠다고 밝혔다.[6]

### 기자 회견[7]

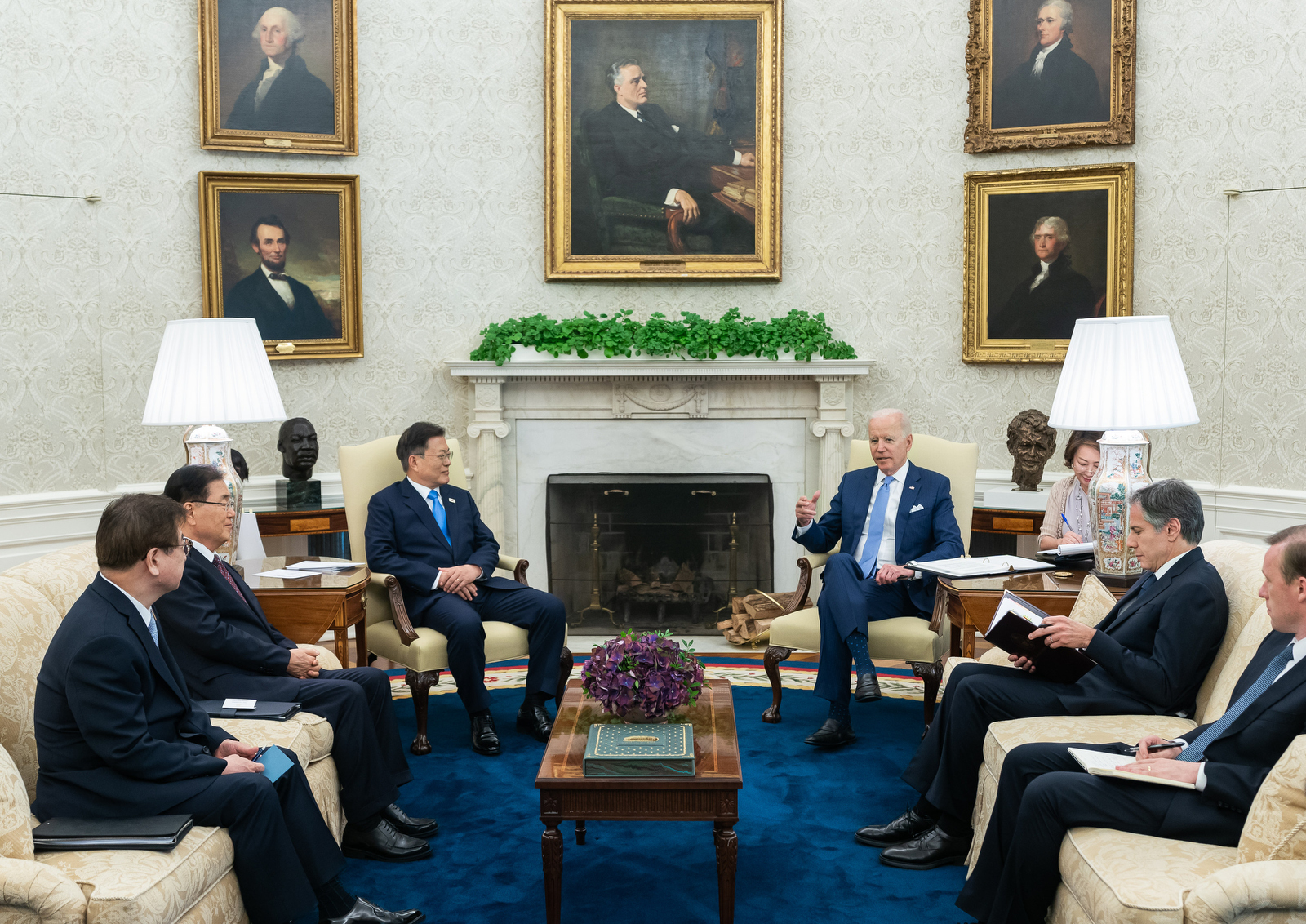
백악관. 문재인 대통령과 조 바이든 대통령 및 양측 참모들

조 바이든 대통령은 먼저 한미 양국간 동맹의 중요성을 갖오하고, 한반도의 비핵화에 대해 언급했다. 코로나19 백신 및 코로나19 범유행에 대한 대응에 대해 협력할 것을 약속하고, 기술, 안보 협력에 대해 거론하며 한국 기업의 투자에 대해 감사를 표했다. 또한 아시아계 미국인에 대한 증오 범죄를 막을 것을 약속했다. 마지막으로 한국과 미국과의 협력과 교류를 강조했다.
문재인 대통령은 한반도의 비핵화와 평화에 대해 강조했고, 코로나19 범유행의 대응에 대한 양국의 협력, 첨단 제조품 분야의 안정적 공급을 위한 협력을 언급하며 기후 위기를 해결을 위한 양국의 공조(共助)를 공고히 할 것이라고 발언했다.

## 참고 문헌
- u.a. [현장영상] 문 대통령-바이든, 한미정상회담 공동 기자회견 (전문) YTN. 2021년 5월 22일. 2021년 5월 22일 확인함.
- 박경준. [전문] 한미 정상회담 공동성명 연합뉴스. 2021년 5월 22일. 2021년 5월 22일 확인함.
- 김혜린. 文-바이든, 37분간 오찬 회담…메뉴는 ‘크랩 케이크’ 동아일보. 2021년 5월 22일. 2021년 5월 22일 확인함.
- 서혜림, 박기범. 한미회담, 민주 "굳건한 동맹 상징" 국힘 "뜻깊지만 아쉬워" 정의 "유감"(종합) 뉴스1. 2021년 5월 22일. 2021년 5월 22일 확인함.
- 김재중. 바이든 "한국군 장병 55만명에게 코로나19 백신 공급할 것" 경향신문. 워싱턴. 2021년 5월 22일. 2021년 5월 22일 확인함.

- u.a. 한-미 파트너십 설명자료 대한민국 외교부 정책홍보담당관실. 2021년 5월 22일. 2021년 5월 22일 확인함.